# Branwen

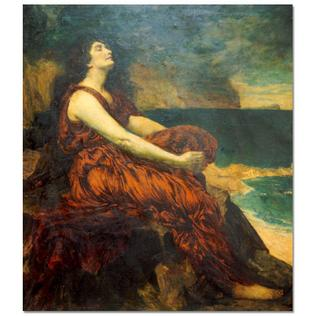
Branwen, av Christopher Williams 1915.

Branwen ferch Lyr (dotter till Llyr) är i keltisk mytologi den tragiska hjältinnan i berättelsen som bär hennes namn.
Branwen blev bortgift med den irländske kungen Matholwch, efter att Matholwch och Branwens bror Bendigeidfran ingått en allians. Under Matholwch vistelse i Britannien hade han blivit förolämpad av en annan av Branwens bröder så när paret sedan kommer tillbaka till Irland och efter det Branwen har fött en son vid namn Gwern så tvingas Branwen arbeta i köket. Medan Branwen arbetar i köket så lärde hon en stare att tala och skickade den sedan till Britannien med ett meddelande till Bendigeidfran. Bendigeidfran begav sig genast till Irland med hela sin här. I det påföljande kriget dog Bendigeidfran och det härjade båda länderna så illa att Branwen till sist dog av brustet hjärta.